# Мехварський джамоат
Мехва́рський джамоат (тадж. Ҷамоат Meҳвар) — джамоат у складі Пандзького району Хатлонської області Таджикистану.
Адміністративний центр — село Кулдоман.
Колишня назва — Кулдоманський джамоат.
До складу джамоату входять 13 сіл:
- Андіджон (Андіжан)
- Араб (Араб)
- Бедоні-Бедак (Беданібедак)
- Бурхійон
- Дехбаланд
- Джаміят (Ечкі)
- Йозганд
- Кулдоман (Кульдеман)
- Навобод (Новабад)
- Уртабулок (Утабулак)
- Чорсу (Ходжа-Кочкарі)
- Юкорітеміз (Юкари-Темез)
- Юкоріходжа (Юкари-Ходжа)